# 大眼斯氏脂䲁
大眼斯氏脂䲁（學名：Starksia sluiteri），為輻鰭魚綱䲁形目脂䲁科斯氏脂䲁屬的一個種，種名是為了紀念荷蘭生物學家和解剖學家卡雷爾·菲利普·斯魯伊特（Carel Philip Sluiter，1854-1933），分布於西大西洋尼加拉瓜、貝里斯至巴西羅卡斯環礁海域，深度5至40公尺，本魚體長，扁平，頭鈍，無眼觸鬚，鼻孔及頸觸鬚不分枝，背鰭硬棘與鰭條之間有缺刻，雄魚第一臀鰭棘長與鰭的其餘部分分離，變為性器官，側線連續，前段拱起，後段直，頭體綠褐色，頭下部及胸鰭基部無淡色斑點或明顯斑紋，雄魚前鰓蓋骨和鰓蓋骨後上角有一大塊深色斑塊，雌雄魚身上都有2-3排部分交替的黑色至深色圓形斑點，背鰭硬棘18-19枚、背鰭軟條7-9枚、臀鰭硬棘2枚、臀鰭軟條15-17枚，體長可達2.8公分，棲息在岩石區的縫隙，生活習性不明。